# Десислава
Десислава (друга половина 12. века) је била српска кнегиња и супруга дукљанског кнеза Михаила III, последњег владара из династије Војислављевића.

## Биографија
Као супруга дукљанског кнеза Михаила III Војислављевића, кнегиња Десислава је учествовала у бурним историјским збивањима која су се на просторима српских земаља одиграла у раздобљу између 1180. и 1190. године. У то време, дошло је до коначног потискивања византијске власти из дукљанског приморја, од стране српског великог жупана Стефана Немање, који је био сродник кнеза Михаила. Иако се неко време одржао у приморским областима Дукље, кнез Михаило је изгубио власт, а Стефан Немања је управу у Дукљи поверио свом најстаријем сину Вукану.
Кнегиња Десислава се 1189. године повукла у Дубровник, а у њеној пратњи су били барски надбискуп Гргур, жупани Чернех и Цреник и казнац Грдомил. Дубровчанима је том приликом подарила своја два брода.